# Niculae Ionescu
Niculae I. Ionescu (n. 10 mai 1933, București, România) este un chimist român, membru de onoare al Academiei Române în cadrul Secției de Științe Chimice (28 iunie 2018), membru de onoare al Academiei Oamenilor de Știință din România.